# Miniaturschauanlage Klein-Vogtland
Miniaturschauanlage Klein-Vogtland er en miniaturepark i Adorf/Vogtl. i Sachsen, hvor der er opsat originaltro skalamodeller fra Vogtland.
De detaljerede modeller i størrelsesforholdene 1:25 eller 1:100 er placeret i en botanisk have. Seværdighederne tæller blandt andre indgangen til Drachenhöhle Syrau, den hollandske vindmølle samme sted, Bismarcksäule på Kemmler og udsigtstårnet på Kapellenberg. Byen Plauen er repræsenteret med sit gamle rådhus, Johanniskirche og Nonnenturm, det eneste bevarede tårn fra bymuren.